# Ancylometes terrenus
Ancylometes terrenus är en spindelart som beskrevs av Hubert Höfer och Antonio D. Brescovit 2000. Ancylometes terrenus ingår i släktet Ancylometes och familjen Ctenidae. Inga underarter finns listade i Catalogue of Life.